# 岸和田市立大宮小学校
岸和田市立大宮小学校（きしわだしりつ おおみやしょうがっこう）は、大阪府岸和田市宮前町にある公立小学校。

## 沿革
- 1945年（昭和20年）4月1日 - 岸和田市立大宮国民学校として創立。
- 1946年（昭和21年）10月15日 - 開校記念式を挙行し、同日を創立記念日とする。
- 1947年（昭和22年）4月1日 - 岸和田市立大宮小学校と改称。

## 通学区域
- 藤井町1丁目（14番～）、藤井町2丁目（25番～）、加守町1丁目～4丁目、宮前町、西之内町[1]

※卒業後は基本的に岸和田市立光陽中学校又は岸和田市立野村中学校に進学する。

## 著名な出身者
- 原田海（フリークライマー）